# Municipio de Clearfield (condado de Cambria)
El municipio de Clearfield (en inglés: Clearfield Township) es un municipio ubicado en el condado de Cambria en el estado estadounidense de Pensilvania. En el año 2000 tenía una población de 1.680 habitantes y una densidad poblacional de 21 personas por km².

## Geografía
El municipio de Clearfield se encuentra ubicado en las coordenadas 40°36′30″N 78°34′28″O / 40.60833, -78.57444.

## Demografía
Según la Oficina del Censo en 2000 los ingresos medios por hogar en la localidad eran de $41,200 y los ingresos medios por familia eran $45,707. Los hombres tenían unos ingresos medios de $30,069 frente a los $22,083 para las mujeres. La renta per cápita para la localidad era de $15,241. Alrededor del 8,2% de la población estaban por debajo del umbral de pobreza.